# بروس إينغيرسول
بروس إينغيرسول (بالإنجليزية: Bruce Ingersoll)‏ هو صحفي أمريكي، ولد في 1941، وتوفي في 1 ديسمبر 2001.